# Швитурё Арена
«Шви́турё Аре́на» (лит. Švyturio Arena) — крытая многофункциональная арена для проведения развлекательных и спортивных мероприятий в Клайпеде, Литва.
Вместимость арены для баскетбольных матчей составляет 5486 человек, для хоккейных — 4416 и 7450 человек для концертов.
Строительство арены было завершено 28 июля 2011 года к чемпионату Европы по баскетболу, который проходил с 31 августа по 5 сентября 2011 года, арена принимала игры группы D.
Осенью 2021 года здесь пройдут матчи Чемпионата мира по мини-футболу 2020.
Первоначально планировалось, что арена будет называться «Klaipėda Arena», но пивоваренная компания «Švyturys-Utenos alus» приобрела права на название и переименовала сооружение в «Švyturio Arena».